# Kínai legyezőpálma
A kínai legyezőpálma (Livistona chinensis) az egyszikűek (Liliopsida) osztályának pálmavirágúak (Arecales) rendjébe, ezen belül a pálmafélék (Arecaceae) családjába tartozó faj.

## Előfordulása
A kínai legyezőpálma őshazája Dél-Kína, a Kínai Köztársaság és a Japán tartozó Rjúkjú-szigetek. Szubtrópusi faj. Manapság sok ország parkjában megtalálható.

## Megjelenése
Csaknem gömb alakú levélüstökű legyezőpálma. A levéllemez háromnegyed - kétharmad részéig tenyeresen osztott, a legyezősugarak hosszúságuk felétől - kétharmadától élesen hátratörtek és fonalszerűen csüngök. Felálló törzse legfeljebb 15 méter magas. A törzs szürkésbarna, inkább jelentéktelen, gyűrű alakú levélripacsokkal, egészen fent még idős levelek maradványai is borítják. Levele legyezőszerű, hosszúsága nyéllel együtt elérheti a 4 métert, a nyél azonban mindig rövidebb, mint a levéllemez, többnyire körülbelül olyan hosszú, mint annak hátratört része. Sárgás, kisméretű virágai gazdagon ágas virágzatokban fejlődnek, amelyek egész életükben rejtve maradnak a levelek között. Termése kékeszöld, elliptikus, körülbelül 2 centiméter hosszú.

## Képek

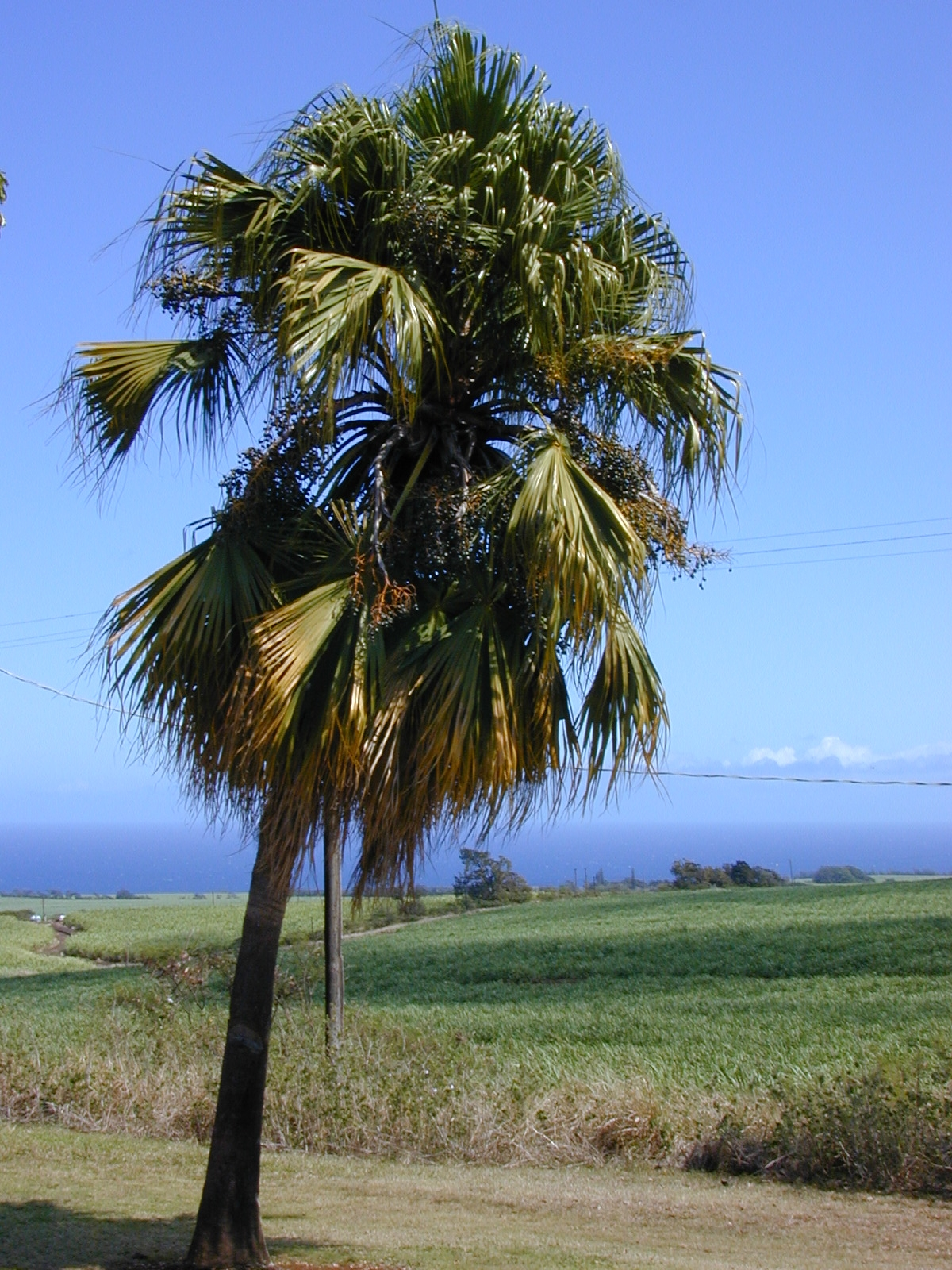
A növény
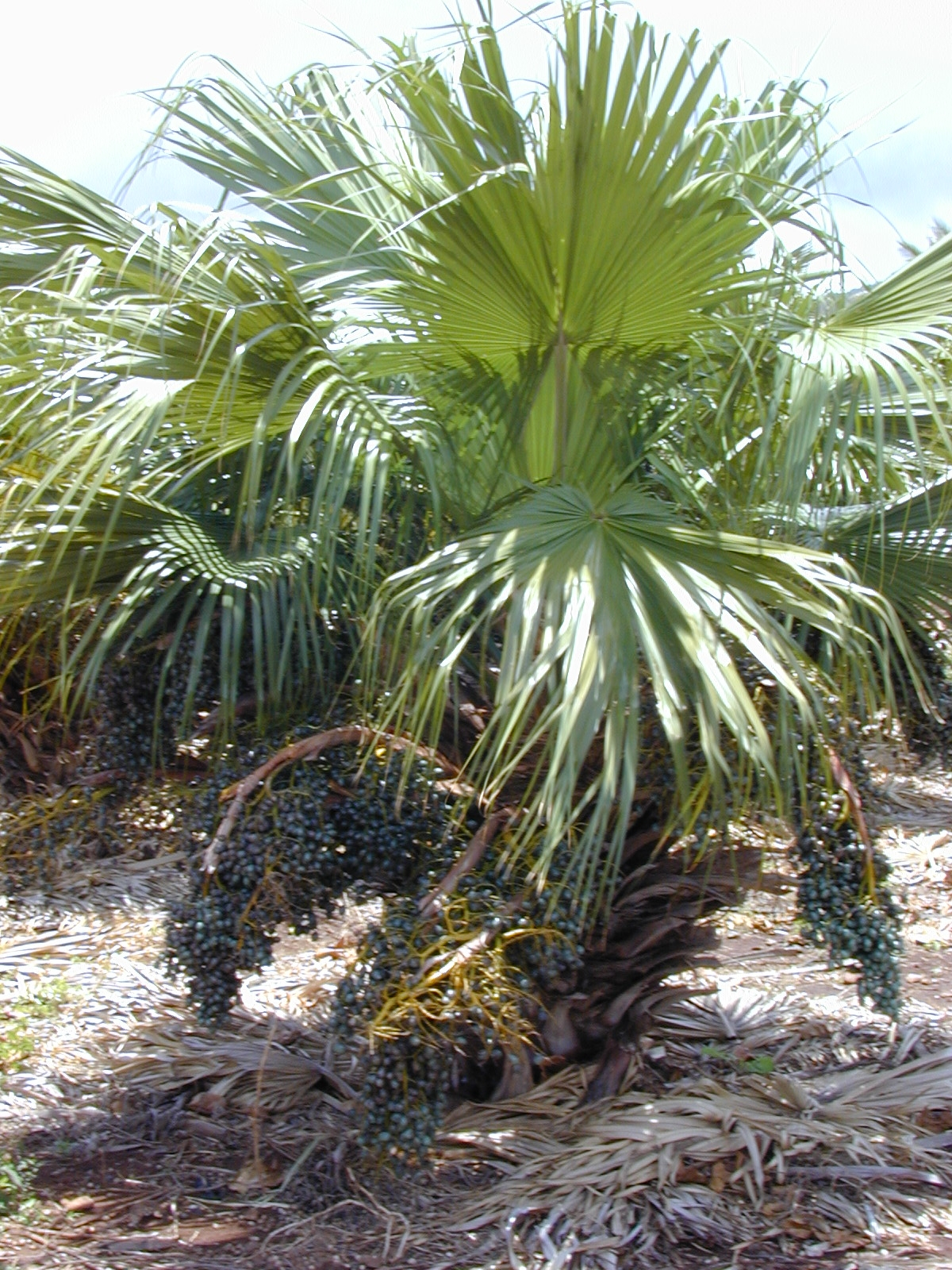
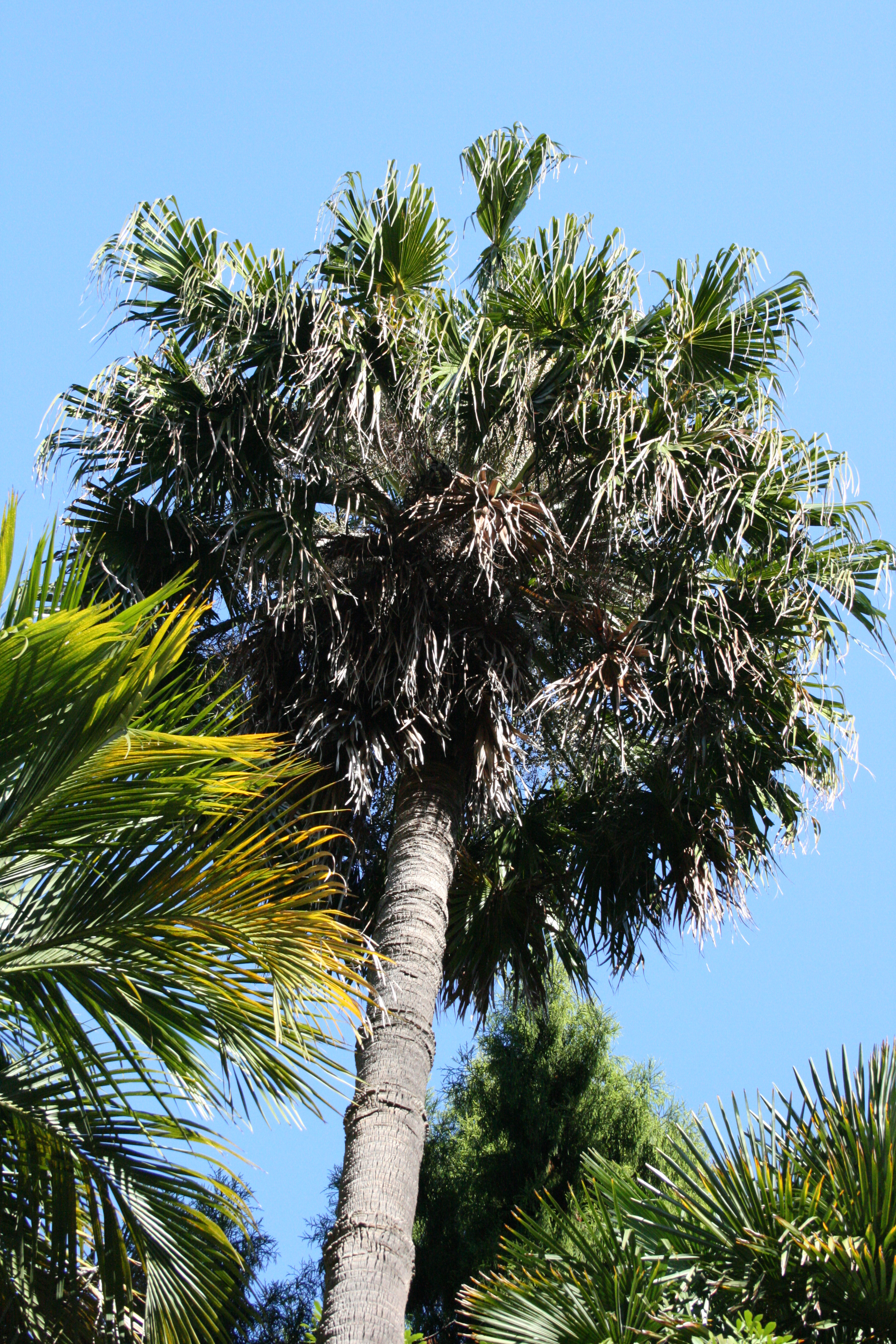
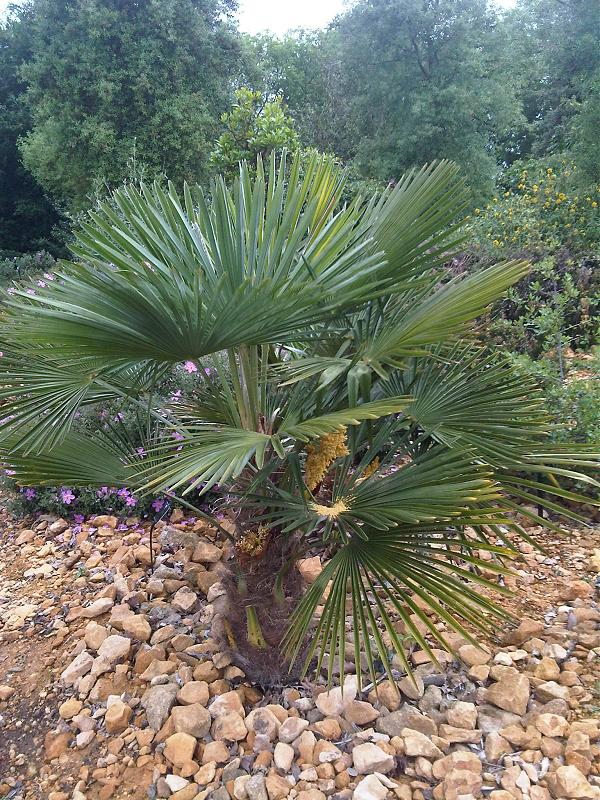
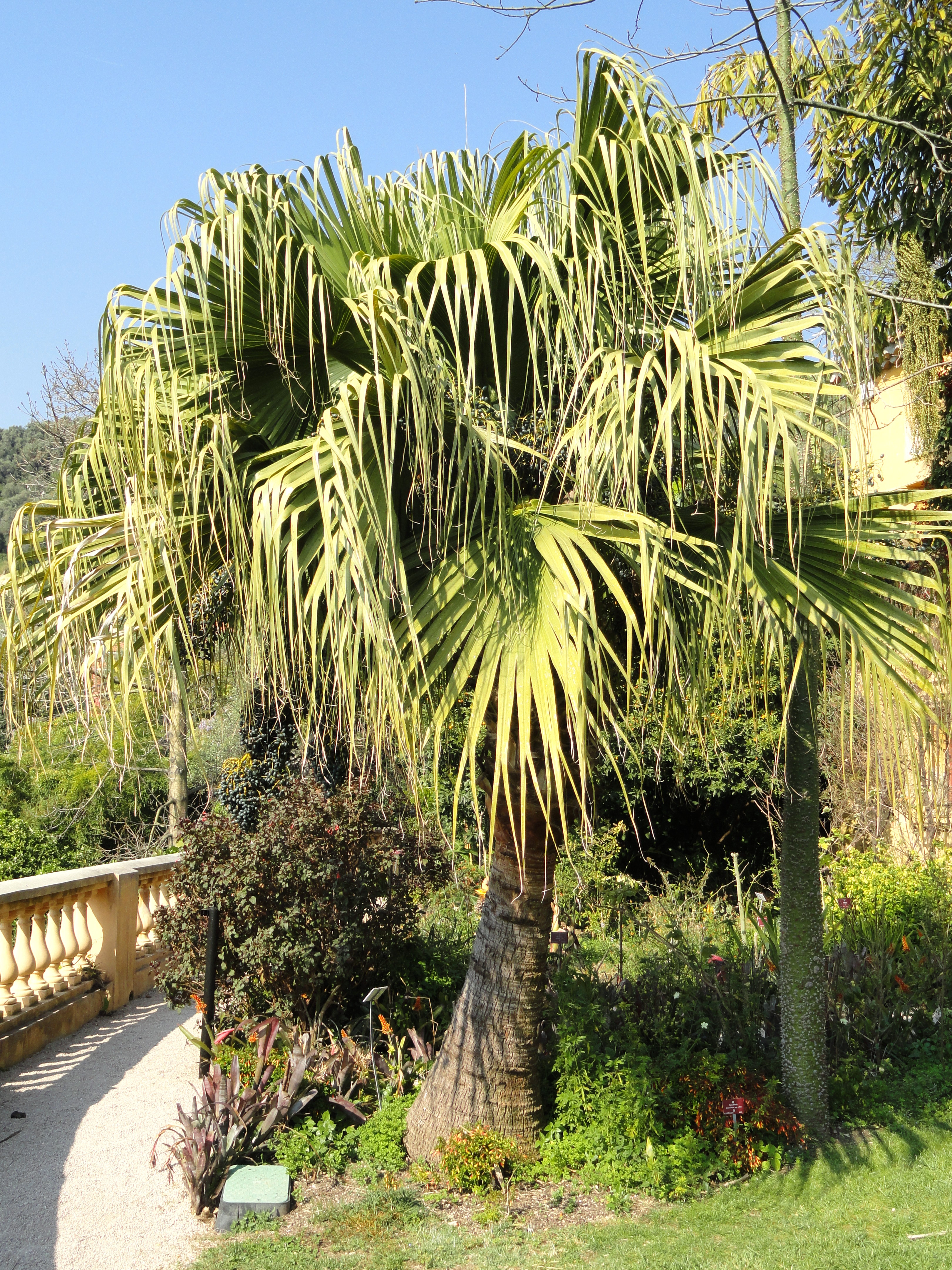
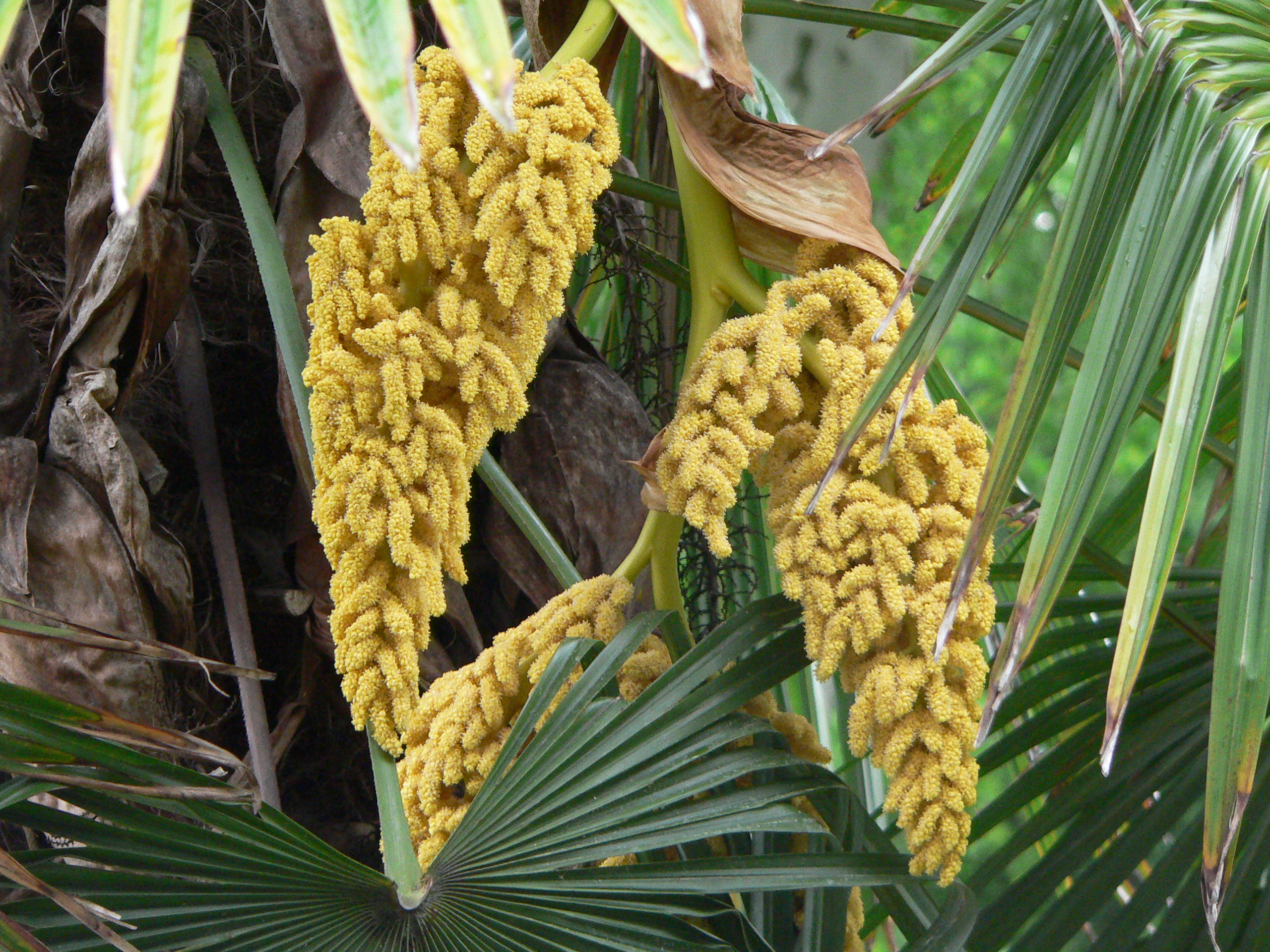
Virágzatai
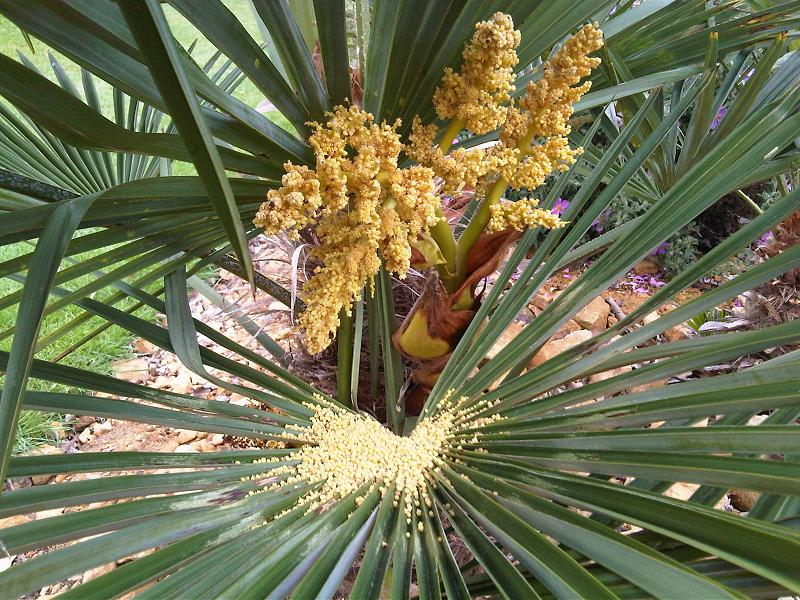
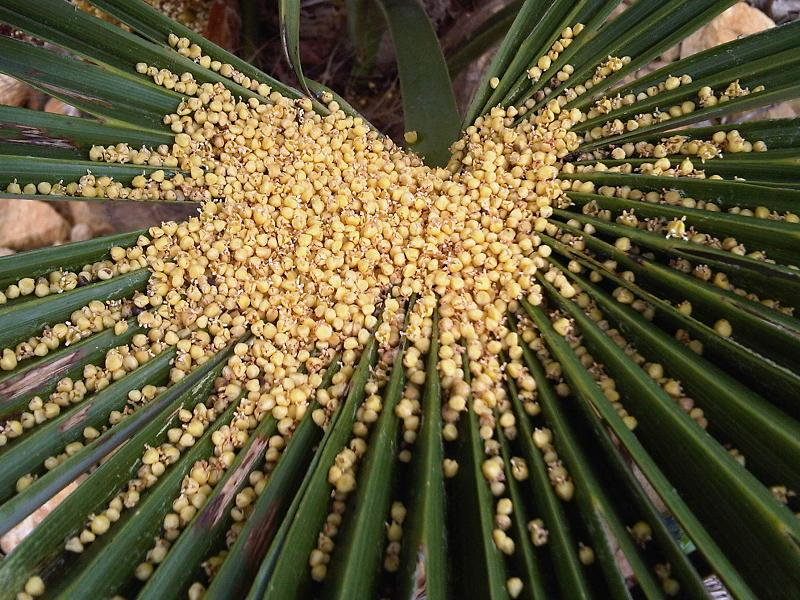
Kihullott virágpor egy levélen
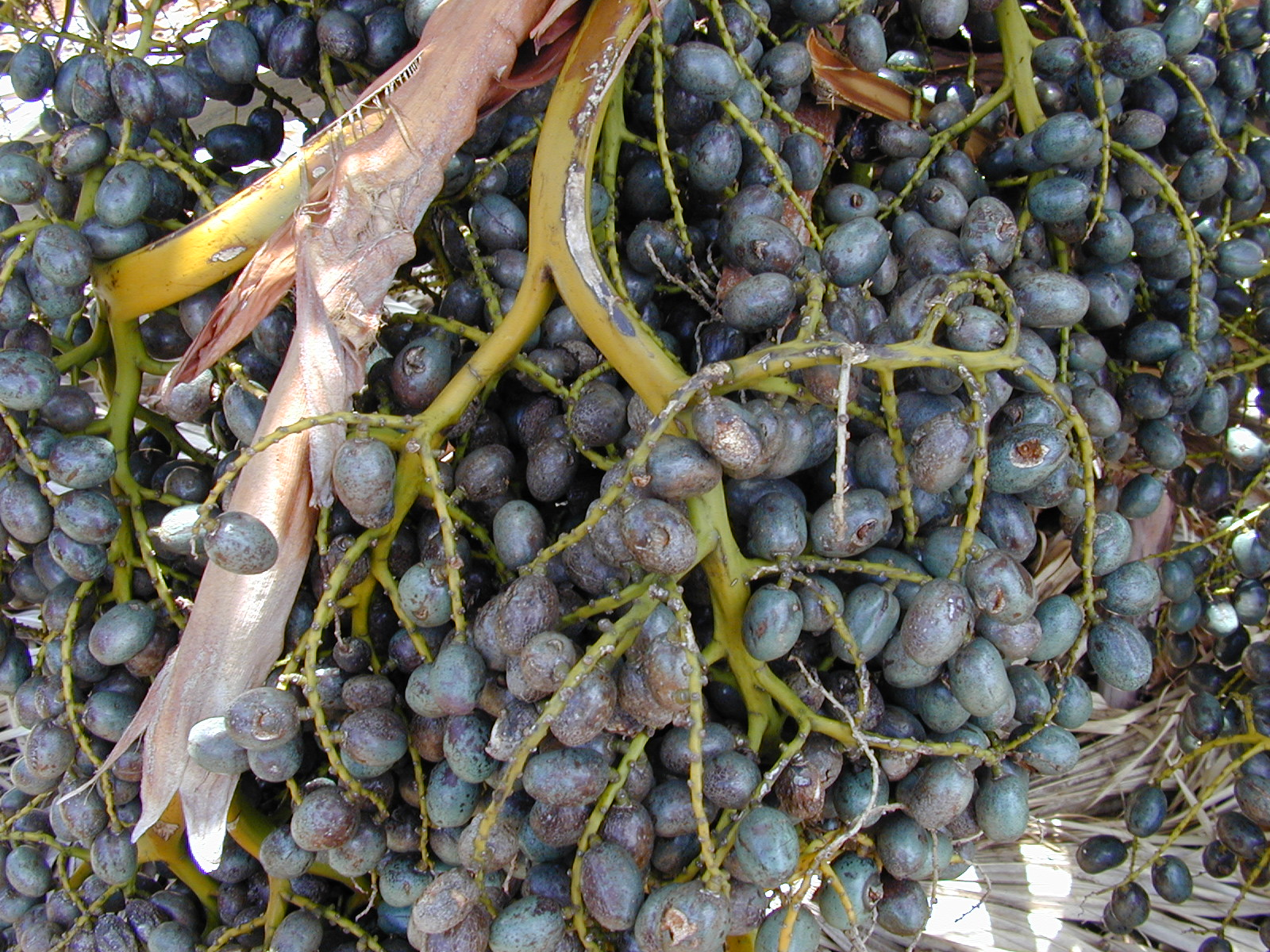
Termései
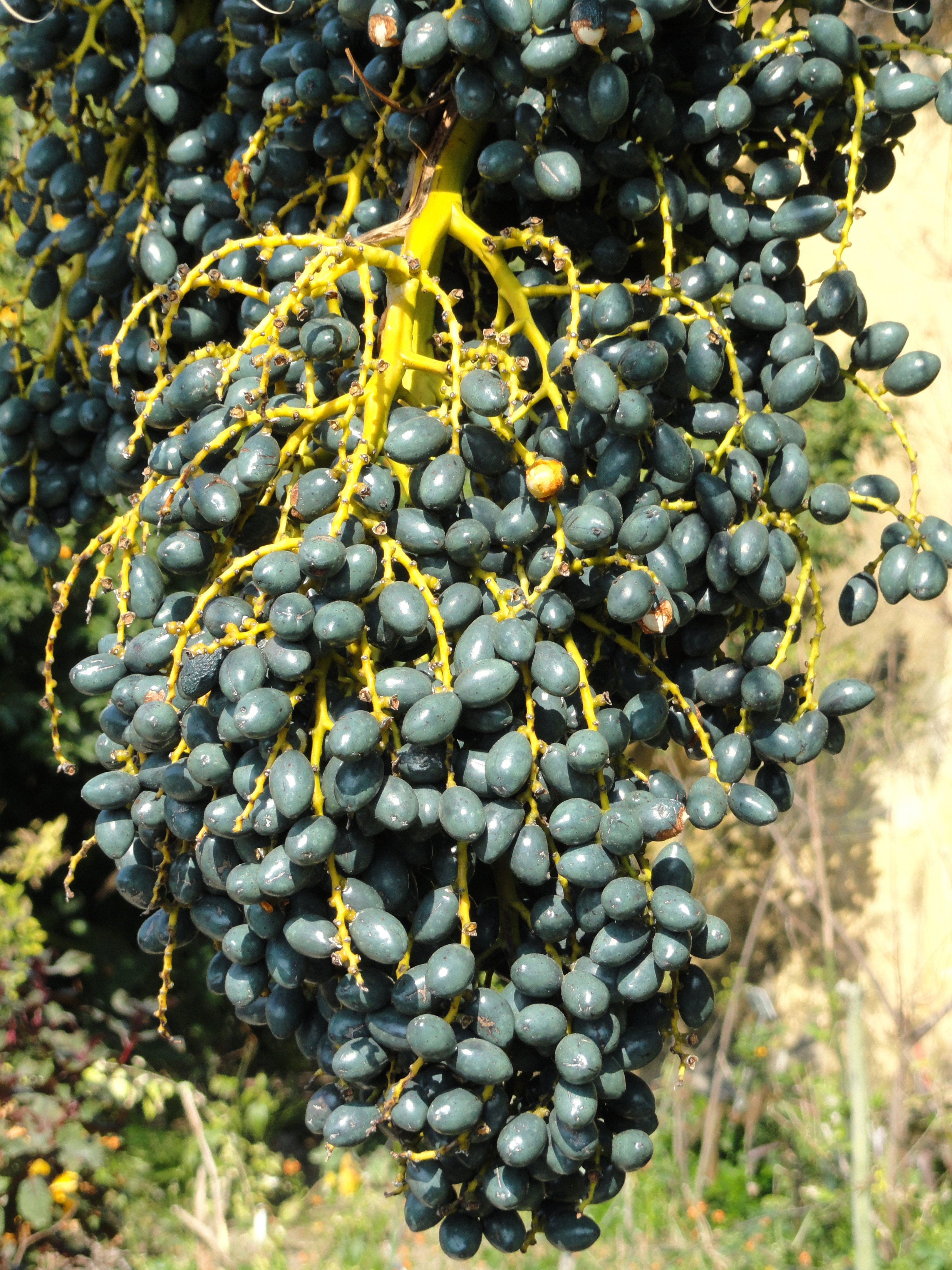
a fán
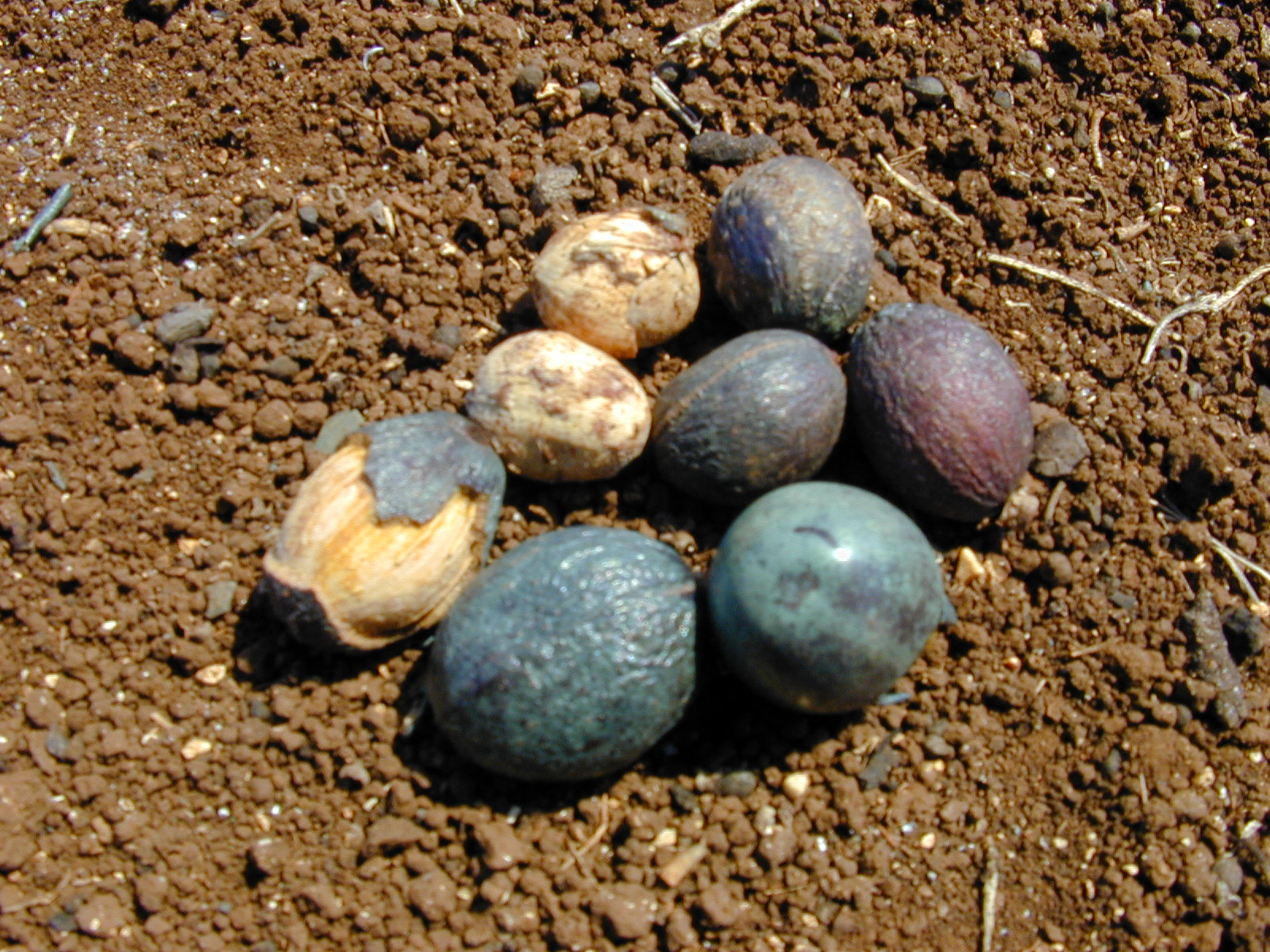
és leszedve
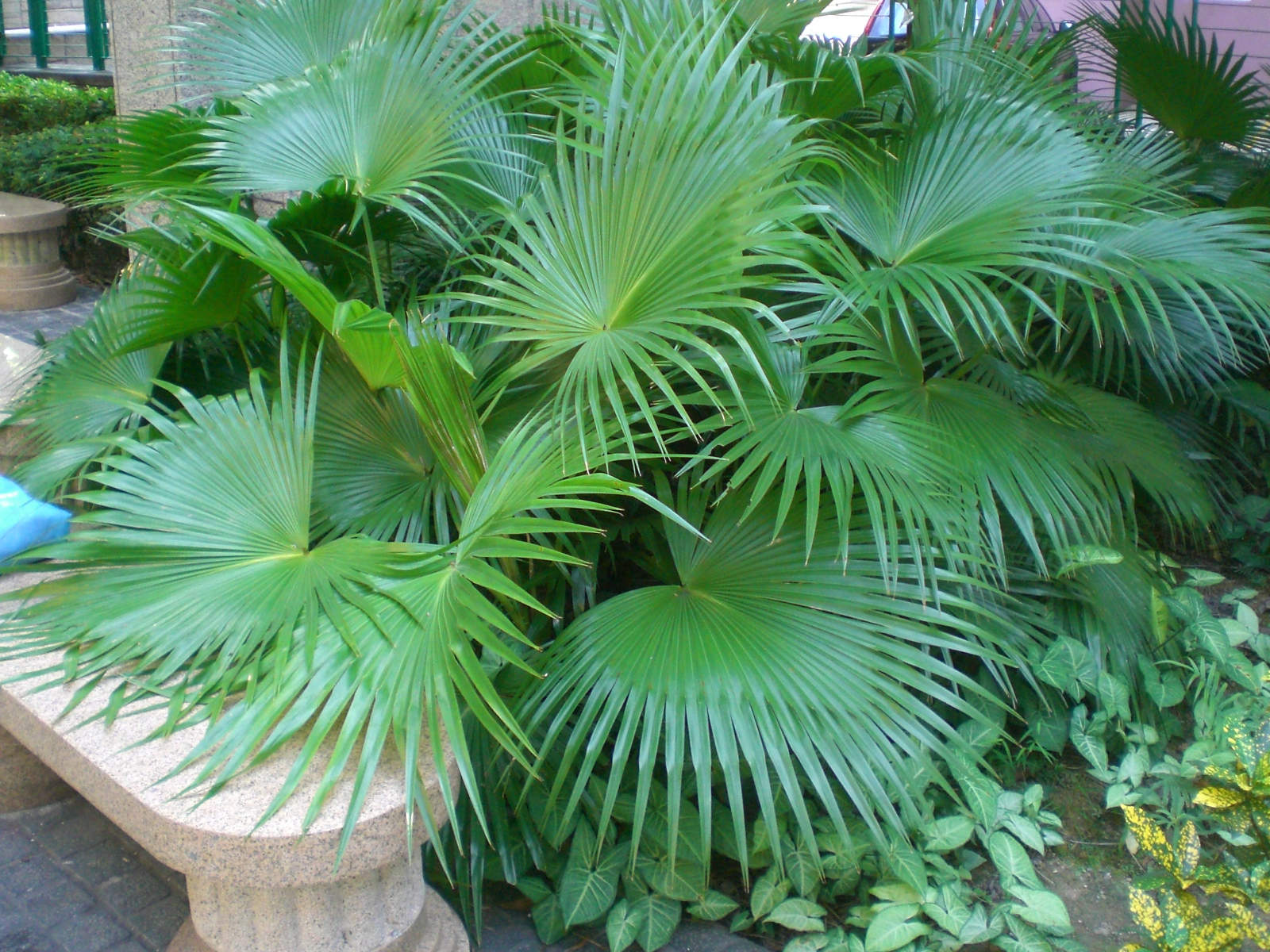
Levelei
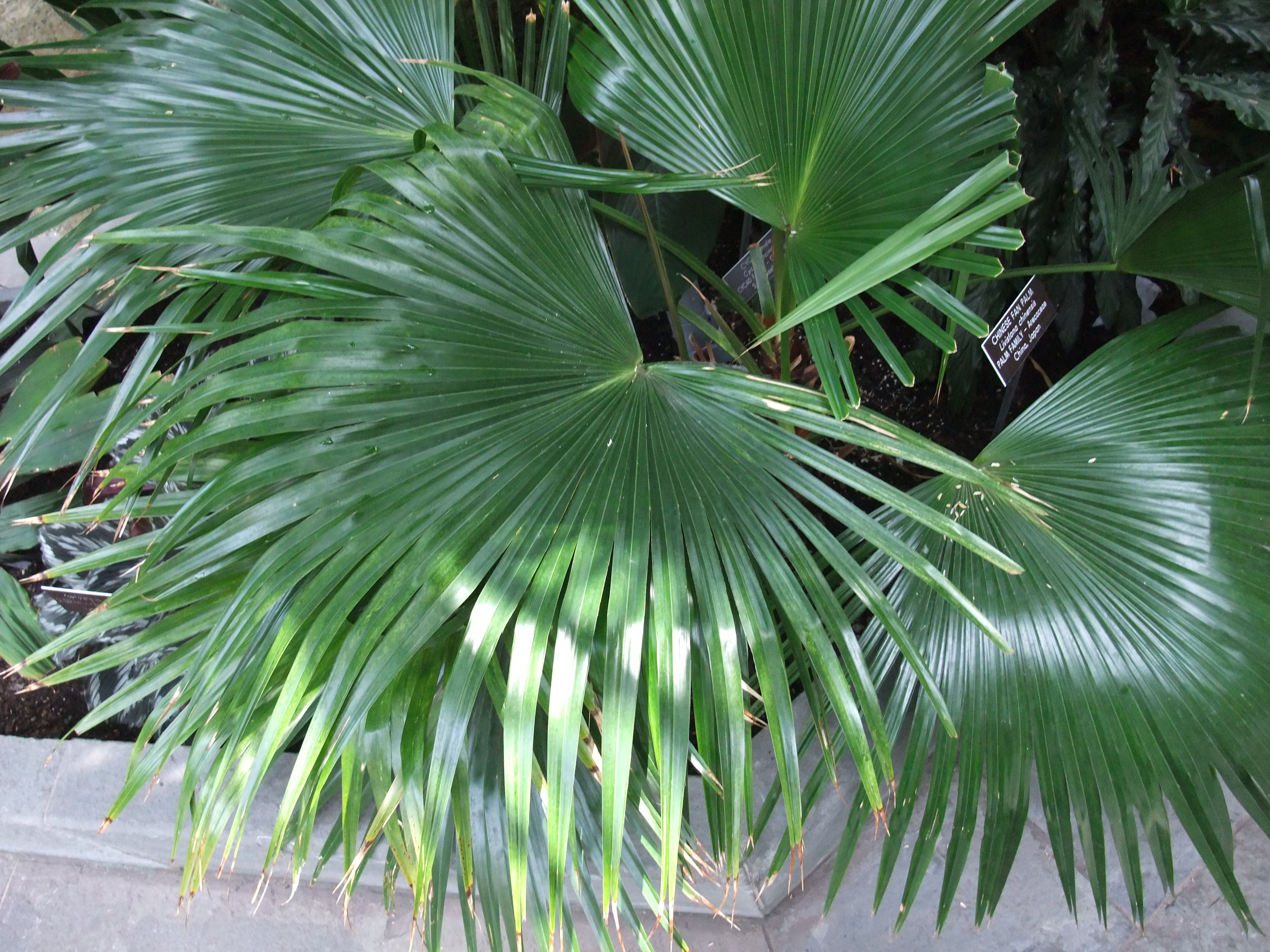
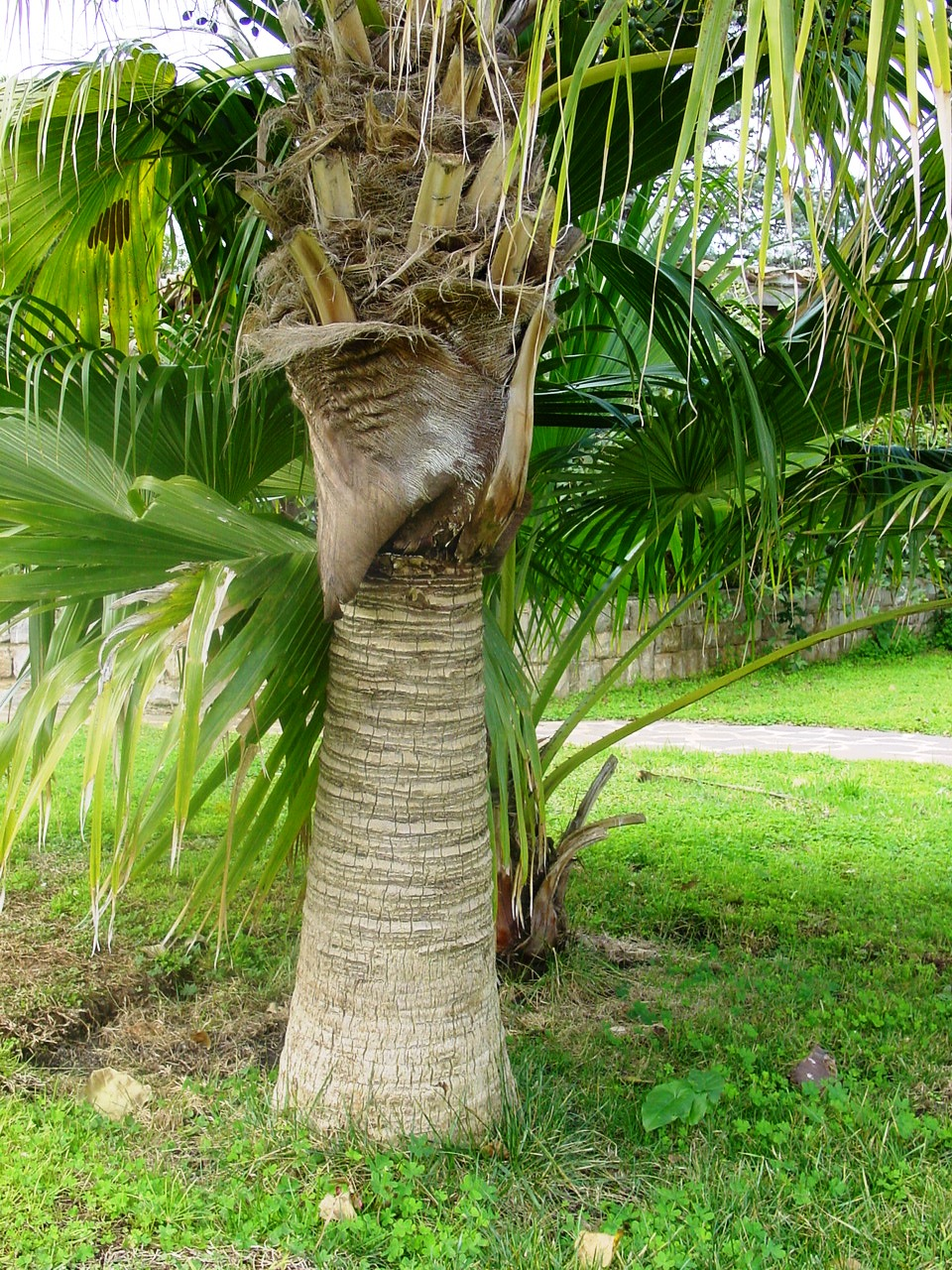
Törzse
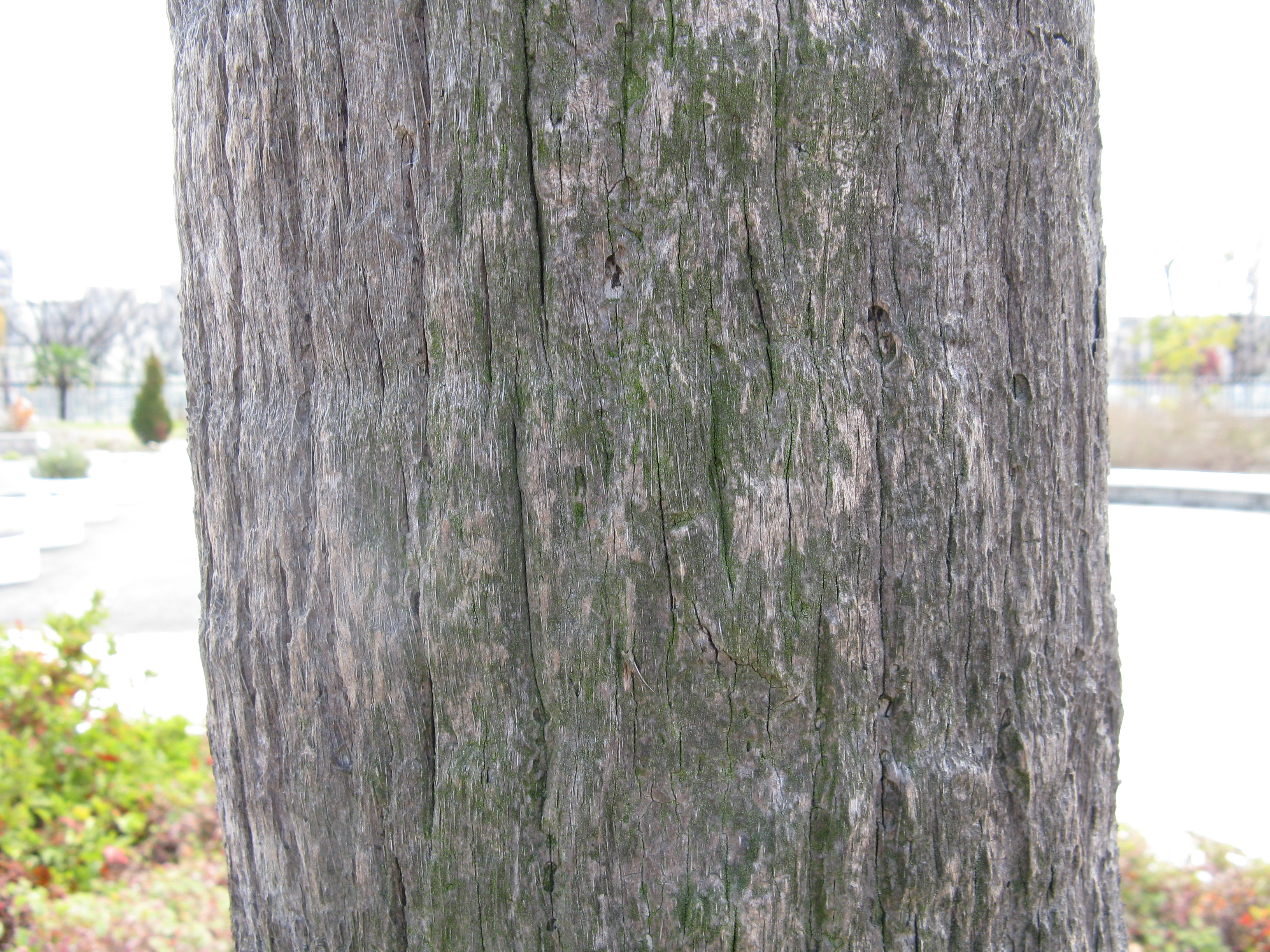
Kérge
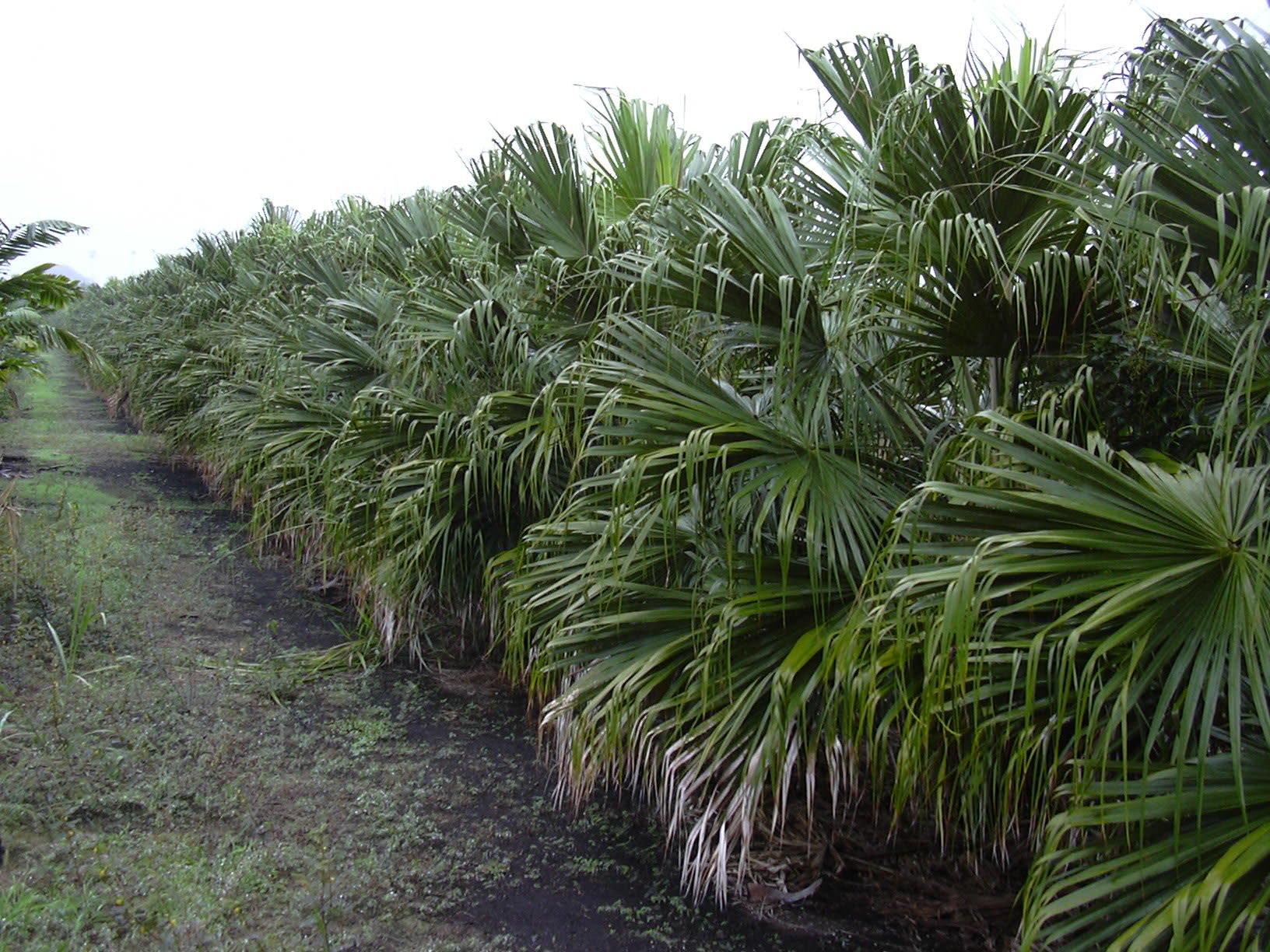
Egész telepe